# Montie Rissell
Montie Ralph Rissell (născut în 1959),  cunoscut și sub numele de Monte,  este un criminal și violator american în serie care a violat și ucis cinci femei între 1976 și 1977 în Alexandria, Virginia, unde locuia. 

## Tinerețe
Rissell și-a trăit primii șapte ani din viață în orașul natal din Wellington, Kansas . Rissell a locuit cu mama sa, care s-a căsătorit și a divorțat de două ori până când Rissell a ajuns la vârsta de 12 ani. Tatăl biologic al lui Rissell a părăsit casa când Rissell avea șapte ani. Rissell avea doi frați mai mari: un frate, Harold și o soră. 
La vârsta 14 ani, Rissell a comis primul viol.  El a fost acuzat de o serie de crime mici și a fost instituționalizat în 1973. La scurt timp după eliberarea sa din 1975, el a fost arestat pentru tentativă de tâlhărie după ce a încercat să jefuiască o femeie cu un cuțit într-un lift de lângă casa sa.  El a primit o pedeapsă cu suspendare de cinci ani și a renunțat la liceul TC Williams la 17 ani.  

## Crime
Se pare că Rissell a fost supărat pe fosta sa iubită după ce a văzut-o cu un alt bărbat. La 4 august 1976, Rissell a văzut-o pe Aura Marina Gabor, în vârstă de 26 de ani, o lucrătoare sexuală care trăia în același complex de apartamente ca Rissell, pe blocul 400 din strada Armourilor de Nord din Alexandria. Rissell a susținut că s-a înfuriat  după ce i-a „permis” să facă sex cu ea și a făcut să pară că îi place, așa că a înecat-o într-o râpă din apropiere. 
Cea de-a doua crimă a avut loc în martie 1977, când Rissell a violat-o și a înjunghiat-o pe stagiarul managerului McDonald, în vârstă de 22 de ani, Ursula Miltenberger, în apropierea apartamentelor Hamlet. Trupul ei a fost găsit pe 6 martie într-un lemn Fairfax. 
O perioadă nespecificată mai târziu, Rissell a încercat să ucidă o femeie necunoscută; cu toate acestea, victima ar fi fost eliberată după ce i-a spus că tatăl ei are cancer, de care a suferit și fratele lui Rissell. 
A treia victimă ucisă a fost Gladys Ross Bradley, în vârstă de 27 de ani, un funcționar al oficiului poștal și rezident în apartamentele Hamlet. Cândva în aprilie 1977, Rissell a așteptat în afara casei cu un cuțit pentru friptură din bucătăria mamei sale. El a violat-o de două ori, apoi a târât-o către un pârâu din apropiere, unde a înecat-o.  Trupul ei a fost găsit la 29 aprilie 1977. 
A patra crimă a fost Aletha Byrd, în vârstă de 34 de ani, consilier personal la magazinul Woodward &amp; Lothrop din Tysons Corner Center .  Aletha lipsea din casa ei din 10 aprilie 1977.  A fost găsită moartă cu mai multe plăgi înjunghiate pe 17 mai, într-o zonă împădurită. 
A cincea și ultima victimă a fost Jeanette McClelland, în vârstă de 24 de ani, o corectoare de design grafic la Bru-El Graphics și, de asemenea, rezidentă în Hamlet Apartments.  Ea a fost găsită violată și înjunghiată de 100 de ori într-un colț de lângă Shirley Highway pe 5 mai 1977. Pe 18 mai, poliția (care îl avea pe Rissell sub supraveghere din cauza faptului că era suspect) a percheziționat mașina lui Rissell și a găsit portofelul, cheile și pieptenele lui Byrd.   Ulterior, poliția a confirmat că amprentele lui Rissell au fost găsite pe mașina lui Miltenberger. Rissell a mărturisit că a ucis toate cele cinci femei. 
Rissell a fost acuzat de răpirea, violarea și uciderea celor cinci femei. Cu toate acestea, pentru că a pledat vinovat pentru acuzațiile de omor, acuzațiile de răpire și viol au fost abandonate. Rissell a fost condamnat la cinci sentințe consecutive pe viață  la 11 octombrie 1977. Avea 18 ani la momentul condamnării sale. 

## Închisoare
În timp ce era în închisoare, Rissell a scris un manuscris scris de mână de 461 de pagini, în care era detaliat crimele. 
Rissell a devenit eligibil pentru eliberare condiționată în 1995, fapt puternic protestat de membrii familiei victimelor și de comunitate.  De atunci, Rissell a primit o audiere anuală a eliberării condiționate în fiecare noiembrie; i s-a refuzat de fiecare dată. 
Rissell a fost anterior incarcerat la Augusta Correctional Center și în prezent este încarcerat la Pocahontas State Correctional Center din Virginia. 

## Cultura populară
Rissell a fost prezentat în sezonul 1, episodul 4 din drama Netflix din 2017, Mindhunter ; actorul Sam Strike l-a interpretat. 